# ویلیام مارتین (بازیکن فوتبال)
ویلیام مارتین (انگلیسی: William Martin؛ زادهٔ ۲۳ مارس ۱۸۸۵) بازیکن فوتبال اهل بریتانیا بود.
از باشگاه‌هایی که در آن بازی کرده‌است می‌توان به باشگاه فوتبال هادرزفیلد تاون اشاره کرد.